# Les Bains des Docks

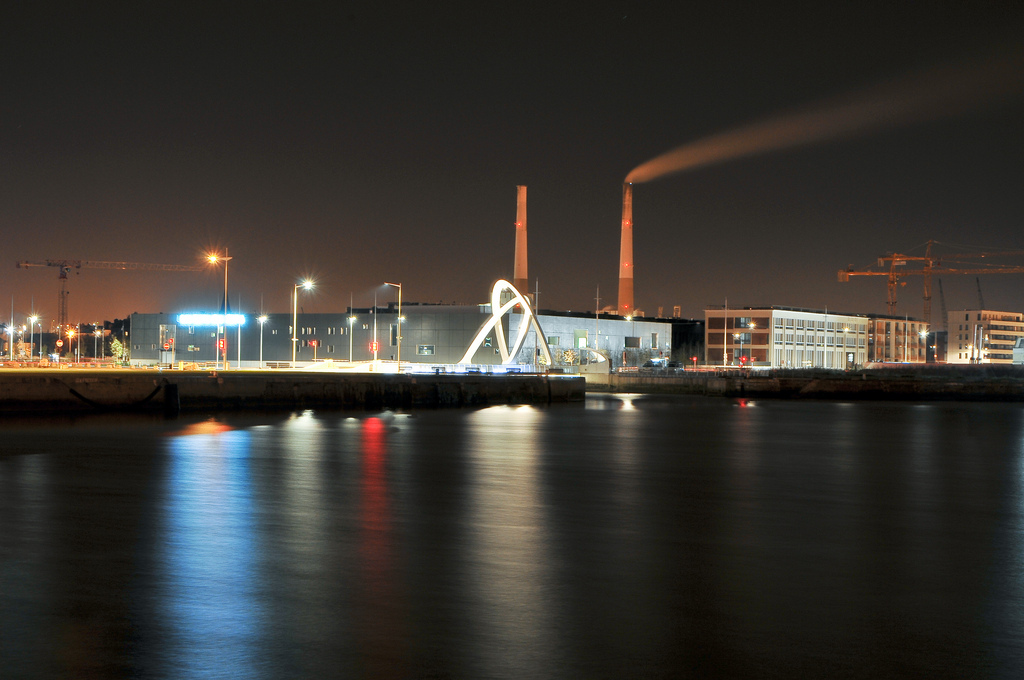
Vista exterior del edificio

Les Bains des Docks (Los Baños de los muelles) es un centro acuático situado en la ciudad de Le Havre, Francia . Fue diseñado por el reconocido estudio de arquitectura Ateliers de Jean Nouvel , como parte de un esfuerzo realizado por las autoridades de Le Harve para revitalizar sus muelles y su distrito de almacenes.
El diseño general se inspira en el concepto de los baños termales de la época romana con varias piscinas tanto cubiertas como al aíre libre a las que pueden asistir ciudadanos y visitantes de Le Havre durante todo el año. La estructura y aspecto exterior del edificio es de hormigón pintado de negro con una base de grises y ventanas colocadas al azar de diferentes tamaños.